# Mount Doorly
Mount Doorly är ett berg i Antarktis. Det ligger i Östantarktis. Nya Zeeland gör anspråk på området. Toppen på Mount Doorly är 1 066 meter över havet, eller 269 meter över den omgivande terrängen. Bredden vid basen är 0,71 km.
Terrängen runt Mount Doorly är huvudsakligen kuperad, men österut är den platt. Trakten är obefolkad. Det finns inga samhällen i närheten.